# 安中站
安中站（日语：／ Annaka eki */?）是位於日本群馬縣安中市中宿的東日本旅客鐵道（JR東日本）信越本線鐵路車站。

## 車站構造
側式月台2面2線的地面車站。有站員管理的車站。

### 月台配置
| 月台 | 路線      | 方向 | 目的地   |
| ---- | --------- | ---- | -------- |
| 1    | ■信越本線 | 上行 | 高崎方向 |
| 3    | ■信越本線 | 下行 | 橫川方向 |

（來源：JR東日本:車站構內圖（页面存档备份，存于））

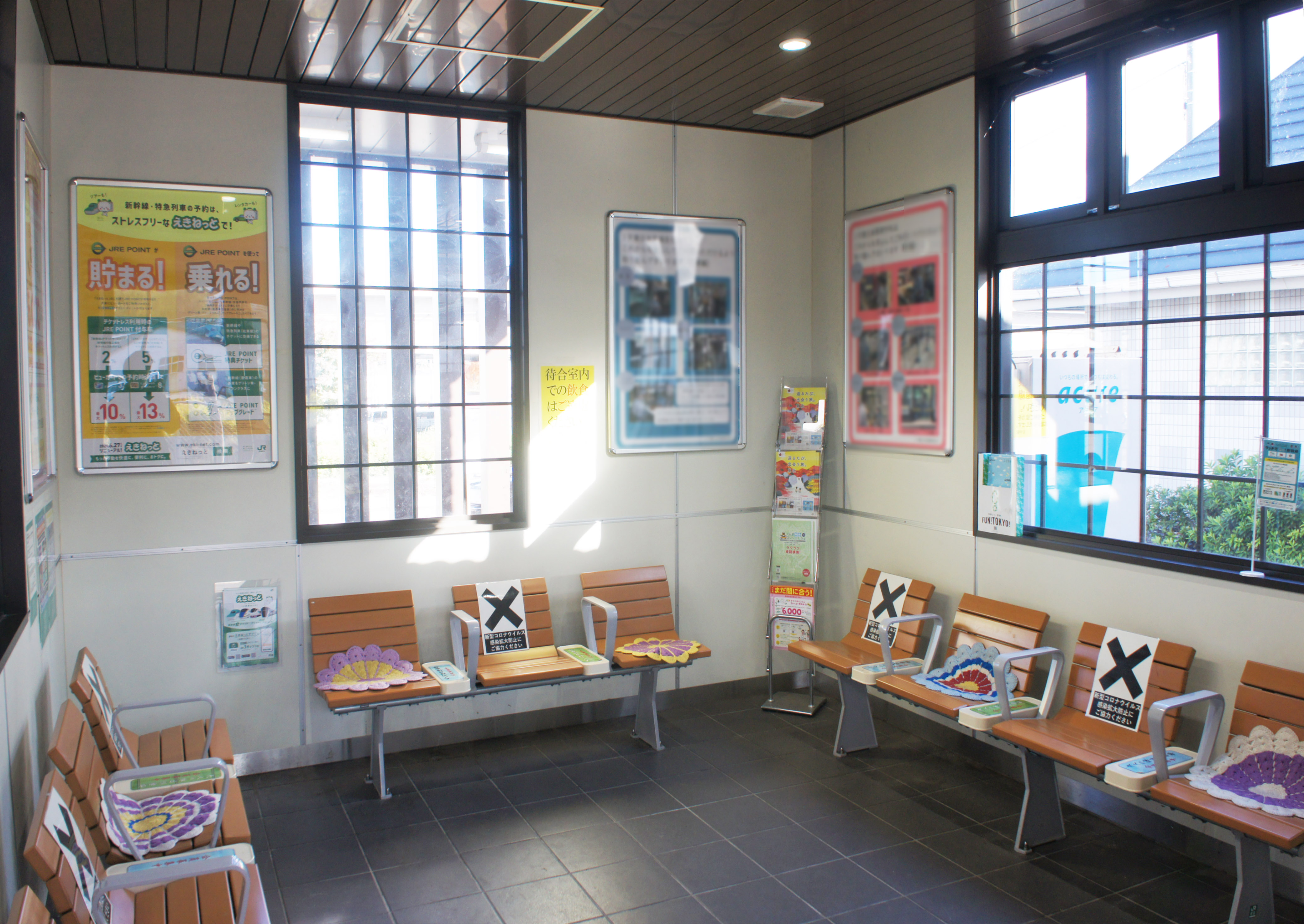
候車室内(2021年10月)
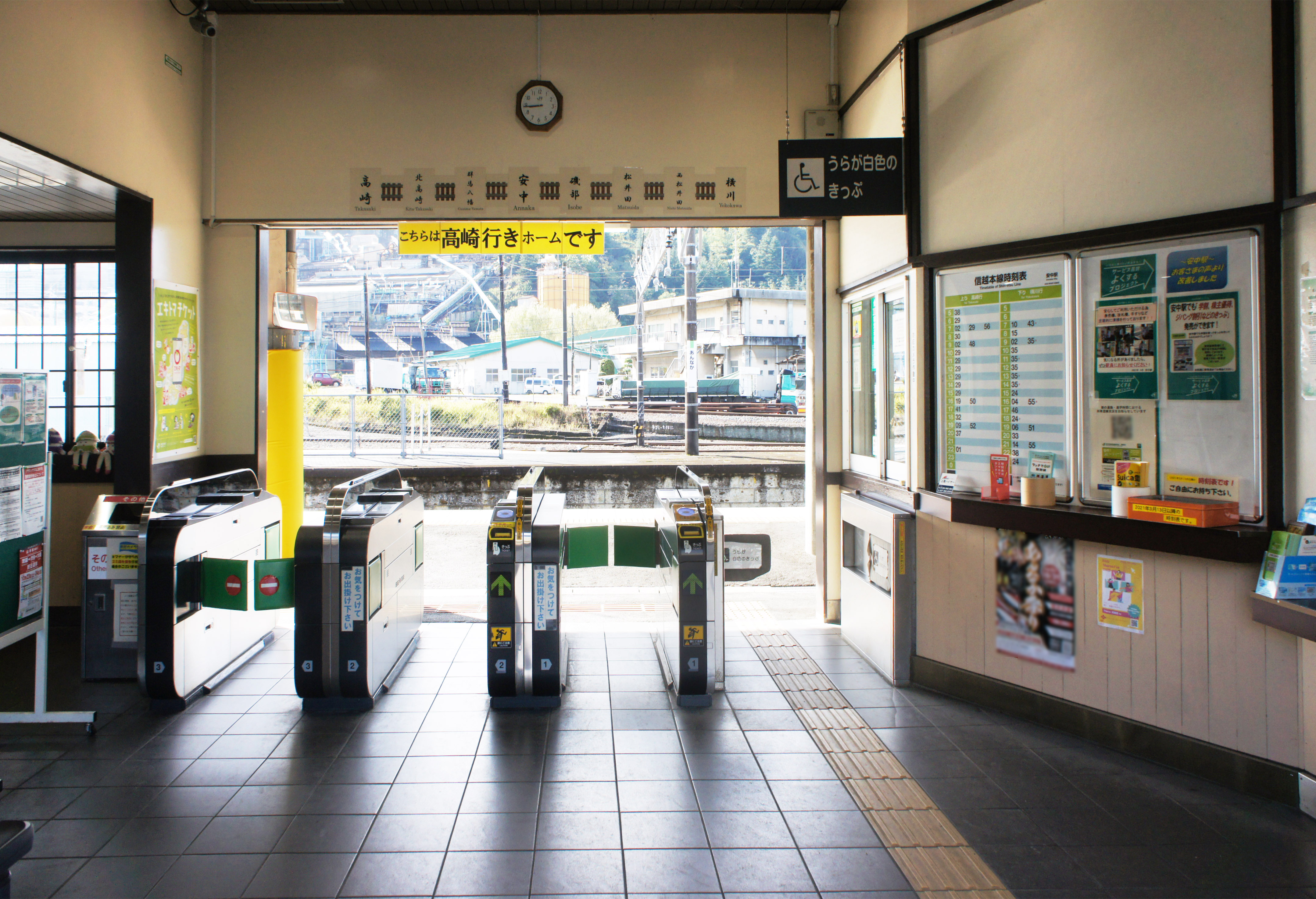
閘口（2021年10月）
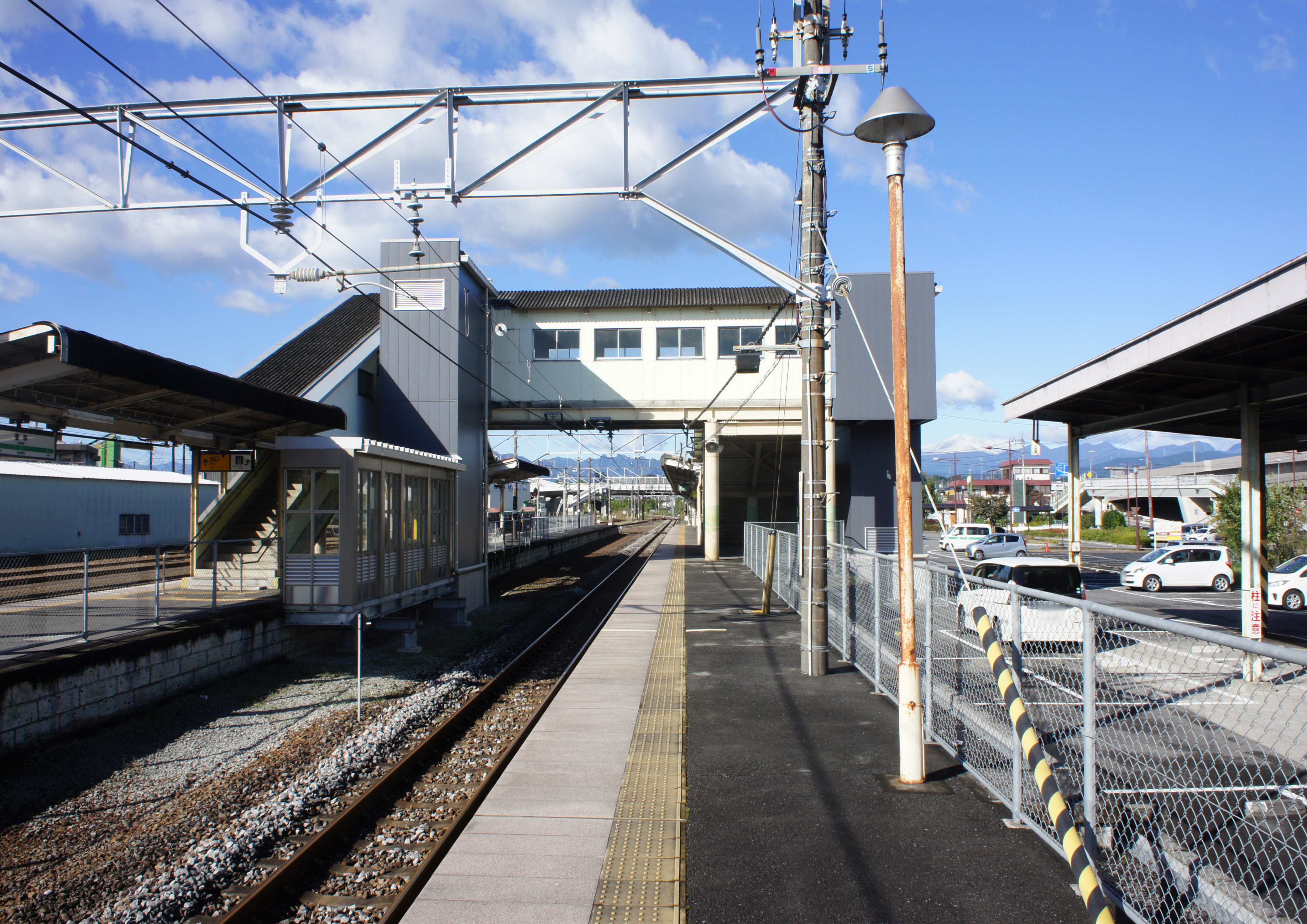
月台（2021年10月）

## 使用情況
根據JR東日本，2019年（令和元年）度1日平均上車人次為1,821人。此站是群馬縣內的信越線車站僅次於高崎站排行第2位。
近年的推移如下表。
| 上車人次推移       | 上車人次推移     | 上車人次推移    |
| 年度               | 1日平均 上車人次 | 來源            |
| ------------------ | ---------------- | --------------- |
| 2000年（平成12年） | 2,175            | [ 利用客数 2 ]  |
| 2001年（平成13年） | 2,126            | [ 利用客数 3 ]  |
| 2002年（平成14年） | 2,066            | [ 利用客数 4 ]  |
| 2003年（平成15年） | 2,004            | [ 利用客数 5 ]  |
| 2004年（平成16年） | 1,912            | [ 利用客数 6 ]  |
| 2005年（平成17年） | 1,908            | [ 利用客数 7 ]  |
| 2006年（平成18年） | 1,902            | [ 利用客数 8 ]  |
| 2007年（平成19年） | 1,918            | [ 利用客数 9 ]  |
| 2008年（平成20年） | 1,924            | [ 利用客数 10 ] |
| 2009年（平成21年） | 1,879            | [ 利用客数 11 ] |
| 2010年（平成22年） | 1,874            | [ 利用客数 12 ] |
| 2011年（平成23年） | 1,886            | [ 利用客数 13 ] |
| 2012年（平成24年） | 1,889            | [ 利用客数 14 ] |
| 2013年（平成25年） | 1,880            | [ 利用客数 15 ] |
| 2014年（平成26年） | 1,840            | [ 利用客数 16 ] |
| 2015年（平成27年） | 1,813            | [ 利用客数 17 ] |
| 2016年（平成28年） | 1,763            | [ 利用客数 18 ] |
| 2017年（平成29年） | 1,771            | [ 利用客数 19 ] |
| 2018年（平成30年） | 1,763            | [ 利用客数 20 ] |
| 2019年（令和元年） | 1,821            | [ 利用客数 21 ] |

## 車站周邊
- 安中市役所
- 國道18號
- 東邦亞鉛 安中工場（車站南東方向）

與長野新幹線的安中榛名站距離7KM。

## 历史
- 1885年（明治18年）10月15日 開業。

※貨物運輸：1998年10月被取消。

## 相鄰車站
東日本旅客鐵道
■ 信越本線
群馬八幡－安中－磯部

### 使用人數
1. ↑  . 東日本旅客鉄道.   [2019-07-09]. （原始内容存档于2019-07-05）.
2. ↑  . 東日本旅客鉄道.   [2019-03-24]. （原始内容存档于2019-03-27）.
3. ↑  . 東日本旅客鉄道.   [2019-03-24]. （原始内容存档于2019-03-27）.
4. ↑  . 東日本旅客鉄道.   [2019-03-24]. （原始内容存档于2019-03-27）.
5. ↑  . 東日本旅客鉄道.   [2019-03-24]. （原始内容存档于2019-03-27）.
6. ↑  . 東日本旅客鉄道.   [2019-03-24]. （原始内容存档于2019-03-27）.
7. ↑  . 東日本旅客鉄道.   [2019-03-24]. （原始内容存档于2019-03-27）.
8. ↑  . 東日本旅客鉄道.   [2019-03-24]. （原始内容存档于2019-03-27）.
9. ↑  . 東日本旅客鉄道.   [2019-03-24]. （原始内容存档于2019-04-02）.
10. ↑  . 東日本旅客鉄道.   [2019-03-24]. （原始内容存档于2019-03-27）.
11. ↑  . 東日本旅客鉄道.   [2019-03-24]. （原始内容存档于2019-03-27）.
12. ↑  . 東日本旅客鉄道.   [2019-03-24]. （原始内容存档于2019-03-27）.
13. ↑  . 東日本旅客鉄道.   [2019-03-24]. （原始内容存档于2019-03-28）.
14. ↑  . 東日本旅客鉄道.   [2019-03-24]. （原始内容存档于2018-10-26）.
15. ↑  . 東日本旅客鉄道.   [2019-03-24]. （原始内容存档于2016-04-04）.
16. ↑  . 東日本旅客鉄道.   [2019-03-24]. （原始内容存档于2019-03-27）.
17. ↑  . 東日本旅客鉄道.   [2019-03-24]. （原始内容存档于2019-03-23）.
18. ↑  . 東日本旅客鉄道.   [2019-03-24]. （原始内容存档于2017-07-29）.
19. ↑  . 東日本旅客鉄道.   [2019-03-24]. （原始内容存档于2018-07-06）.
20. ↑  . 東日本旅客鉄道.   [2019-07-09]. （原始内容存档于2019-07-05）.
21. ↑  . 東日本旅客鉄道.   [2020-07-12]. （原始内容存档于2020-07-11）.

## 外部連結
- 車站資訊（安中）：東日本旅客鐵道